# Araneus felinus
Araneus felinus är en spindelart som först beskrevs av Butler 1876.  Araneus felinus ingår i släktet Araneus och familjen hjulspindlar.
Artens utbredningsområde är Queensland. Inga underarter finns listade i Catalogue of Life.